# Pont-Canavese
Pont-Canavese (arpità Punt) és un municipi italià, situat a la ciutat metropolitana de Torí, a la regió del Piemont. L'any 2007 tenia 3.822 habitants. Està situat a la Vall d'Orco, una de les Valls arpitanes del Piemont. Limita amb els municipis d'Alpette, Chiesanuova, Cuorgnè, Frassinetto, Ingria, Ronco Canavese i Sparone.

## Administració
| Període | Identitat     | Partit      |
| ------- | ------------- | ----------- |
| 2004-   | Marco Balagna | Centredreta |